# Picco Ivigna
Le picco Ivigna (en allemand : Ifinger) est une montagne qui s’élève à 2 581 m d’altitude dans les Alpes de Sarntal, en Italie.